# Jōdo-ji (Ono)

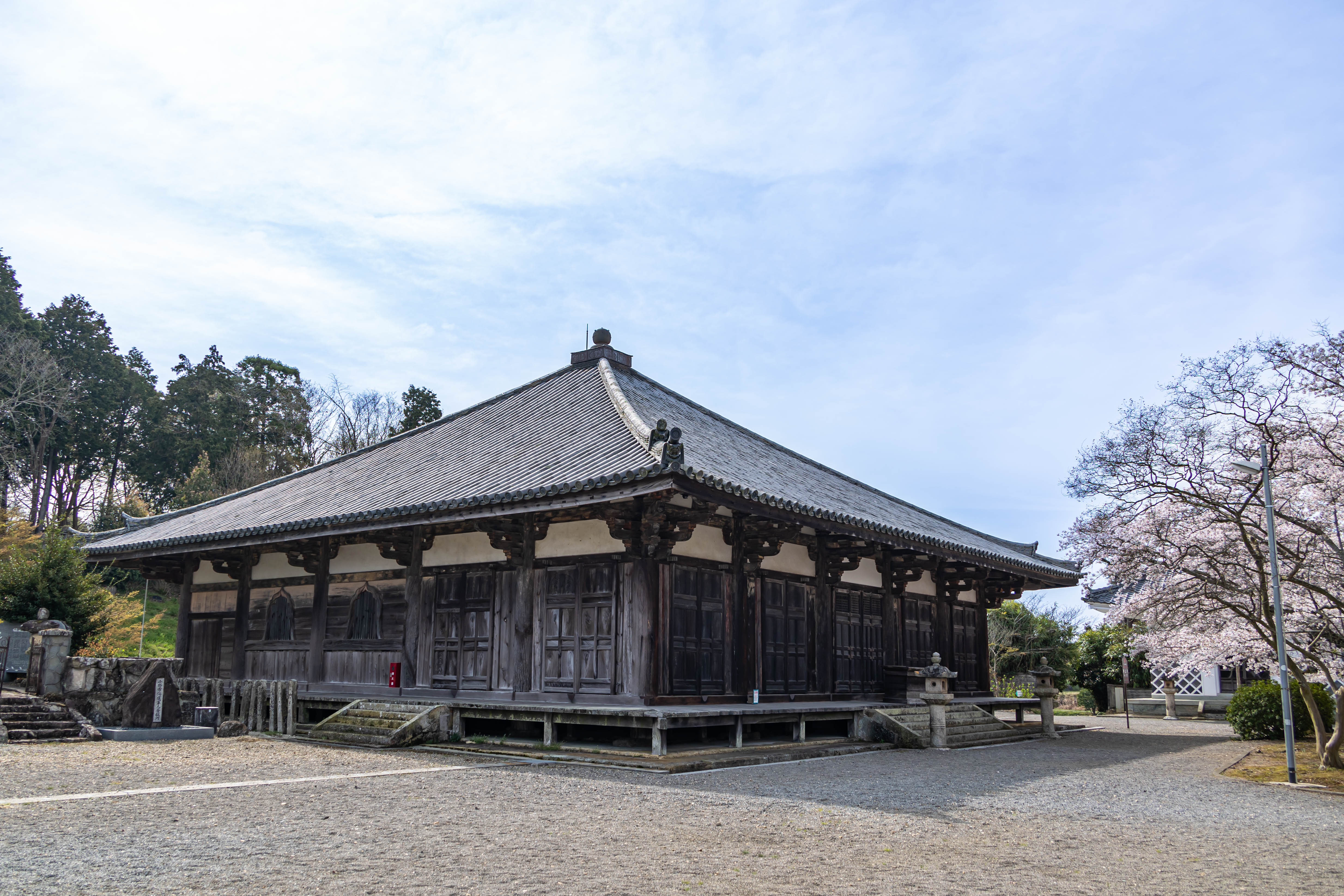
Yakushidō (edifici principal)

El Gokurakusan Jōdo-ji (en japonès 極楽山浄土寺, "Temple del Paradís de la Terra Pura") és un temple budista de la secta Shingon a Ono, prefectura de Hyōgo, al Japó. Va ser inicialment establert per Chōgen entre 1190 i 1198. Algunes de les estructures que formen el conjunt del temple han estat sotmeses històricament a diverses reconstruccions, l'última de les quals va tenir lloc el 1632, quan es va refer el campanar.

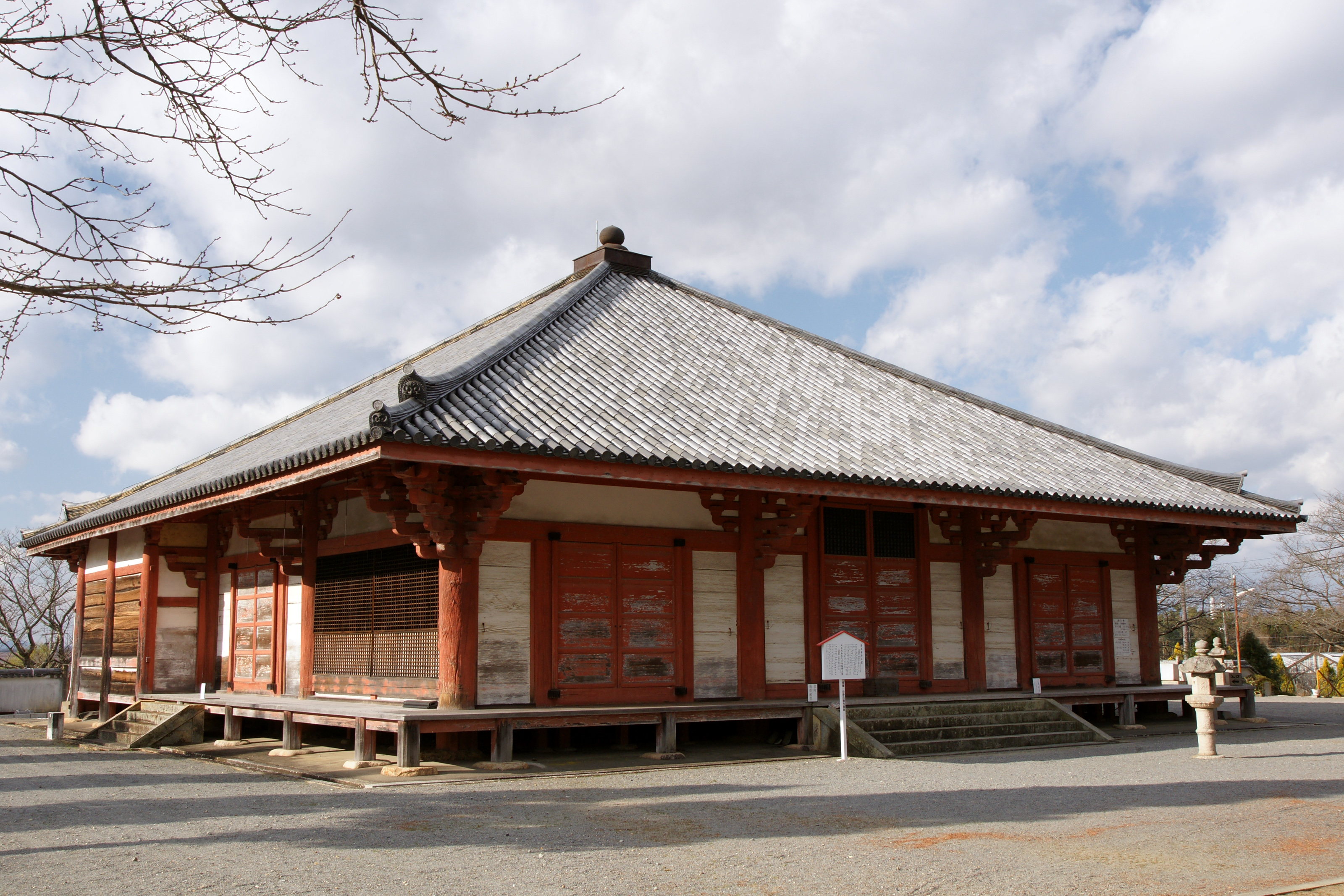
El Jōdo-dō del temple budista Jōdo-ji (tresor nacional del Japó) a Ono, prefectura de Hyogo, al Japó. Aquest pavelló en l'estil Daibutsuyō (大仏様), que combina elements japonesos i xinesos, va ser construït l'any 1194.

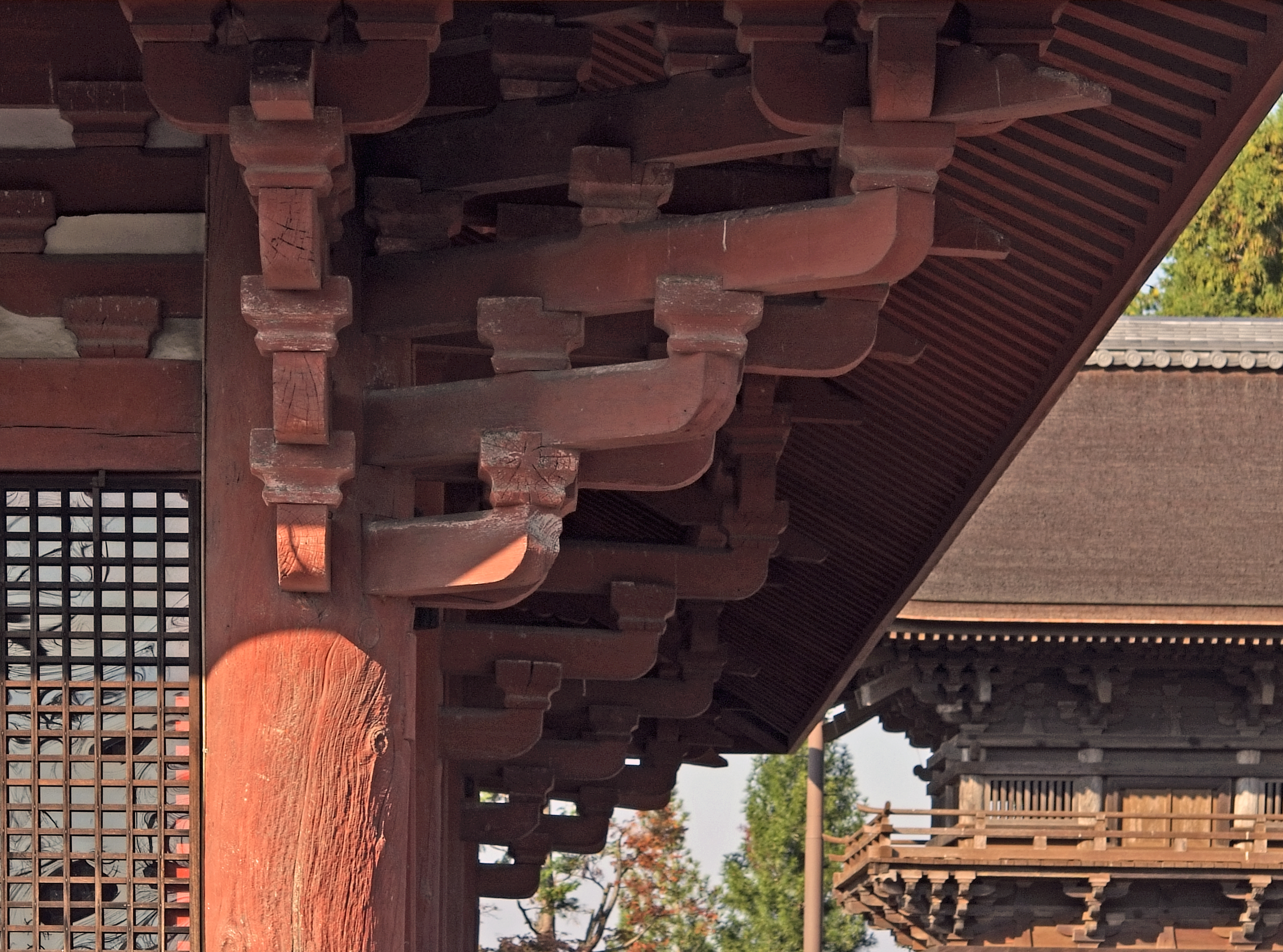
Detall dels suports dels ràfecs del Jōdo-dō al Jōdo-ji.

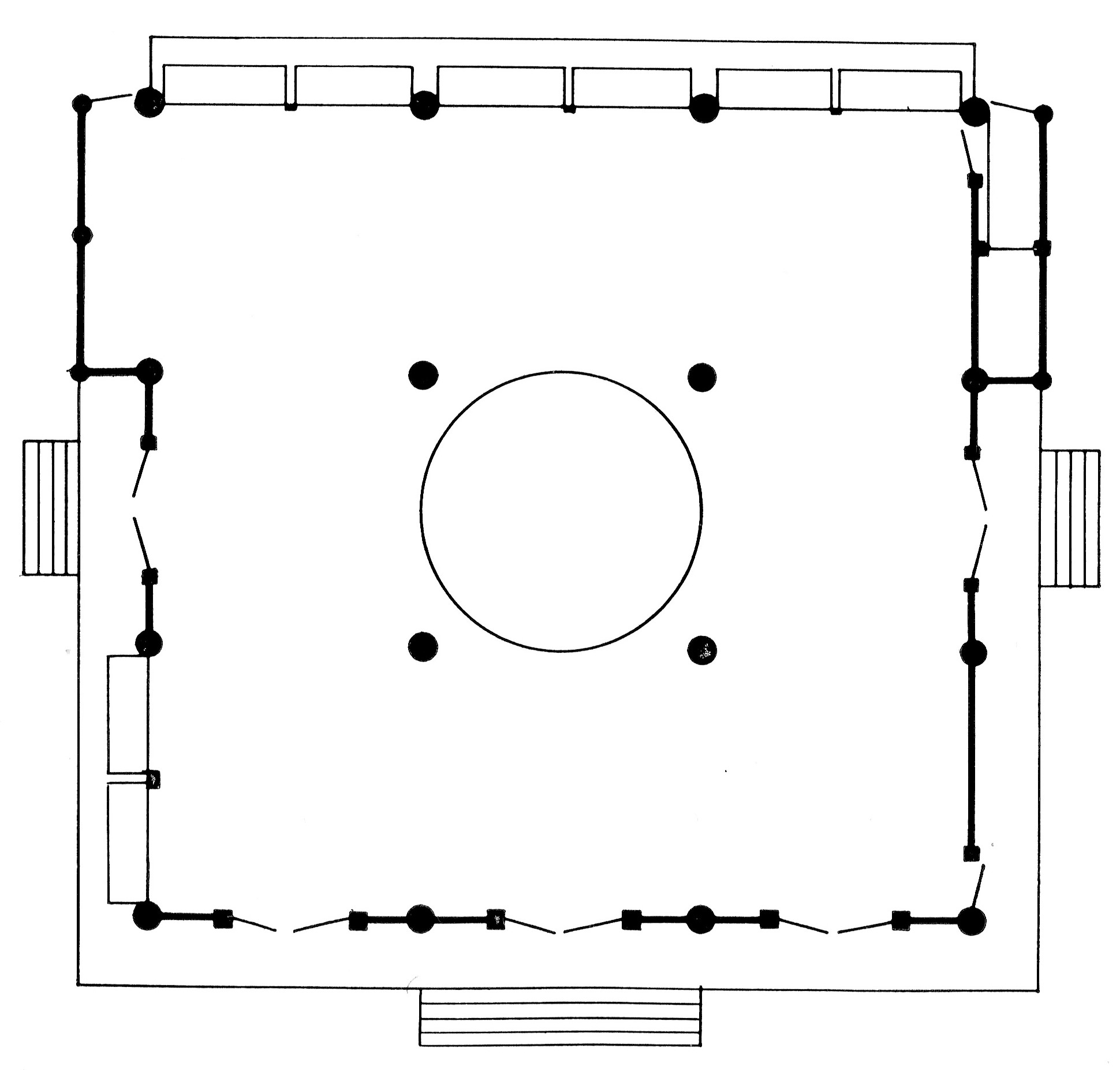
Planta del Pavelló Jōdo (Jōdo-dō).

El Jōdo-dō (“Pavelló Jōdo”) del Jōdo-ji (“Temple Jōdo”), completat el 1194, és un Tresor Nacional del Japó i un dels edificis més emblemàtics de les fases inicials del budisme a l'arxipèlag japonès. La seva arquitectura reflecteix l'estil Daibutsuyō (大仏様), el qual combina elements japonesos i xinesos encara en una fase d'assimilació cultural.
El celebrat arquitecte japonès del segle XX Kazuo Shinohara (1925-2006) va prendre el Jōdodō del Jōdo-ji com a referent per diversos dels seus projectes residencials, començant per la Casa Paraigua (1961).

## L'escola Jōdo-shū de budisme
L'escola Jōdo-shū (en japonès 浄土宗, "L'escola de la Terra Pura"), també coneguda com Budisme Jōdo i a la que pertany el Jōdo-Ji, és una branca del Budisme de la Terra Pura derivada dels ensenyaments del monjo japonès Hōnen. Es va establir el 1175 i és la branca més practicada del budisme al Japó, juntament amb la Jōdo Shinshū ("Nova escola Jōdo). En la classificació general del budisme al Japó, el Jōdo-shū, el Jōdo Shinshū, el Ji-shū i el Yuzu Nembutsu-shū es classifiquen col·lectivament en el llinatge del budisme Jōdo. (Jōdo kei, 浄土系)

## Llista d'edificis
- Jōdo-dō - construït el 1194. Tresor Nacional del Japó.[4]
- Yakushiō (Sala principal) - Important bé cultural del Japó.[4] Va ser reconstruït l'any 1517.
- Hachiman -jinja honden - Important bé cultural del Japó.
- Hachiman-jinja haiden - Important bé cultural del Japó.
- Kaizanō - reconstruït el 1520.
- Campanar – reconstruït el 1632.
- Fudo-dō
- Monju-dō
- Kyozō

## Llista d'escultures
- Tríada Amitabha - Tresor Nacional del Japó.[4] L'obra més important de Kaikei, de 1195-1197. Alçada: 7,5 metres.
- Amitabha: important bé cultural del Japó. És una obra de Kaikei de l'any 1201. Cedit actualment al Museu Nacional de Nara.
- Chōgen - important bé cultural del Japó, de l'any 1234.
- Màscares de sant budistes, 25 peces – Important bé cultural del Japó. És una obra de l'escola de Kaikei.

## Llista d'artesania
- Tambor de mà fet de coure: bé cultural important del Japó. Obra del 1194.
- Gorintō fet de coure: bé cultural important del Japó (1194).
- Taula – Bé cultural important del Japó.

## Llista de pintures
- Nirvana: important bé cultural del Japó.
- Els vuit sants de Shingon: bé cultural important del Japó.

## Galeria

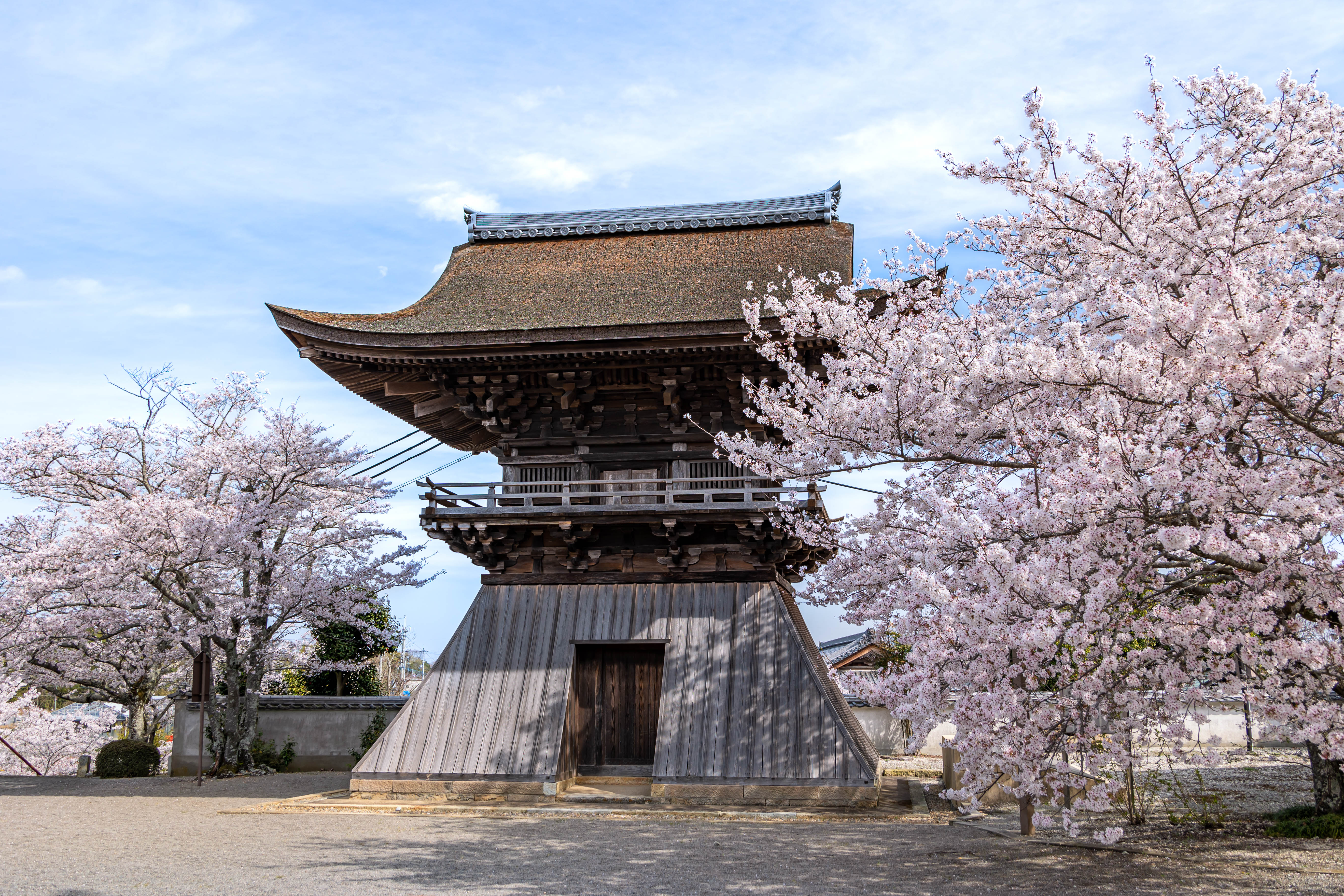
Campanar
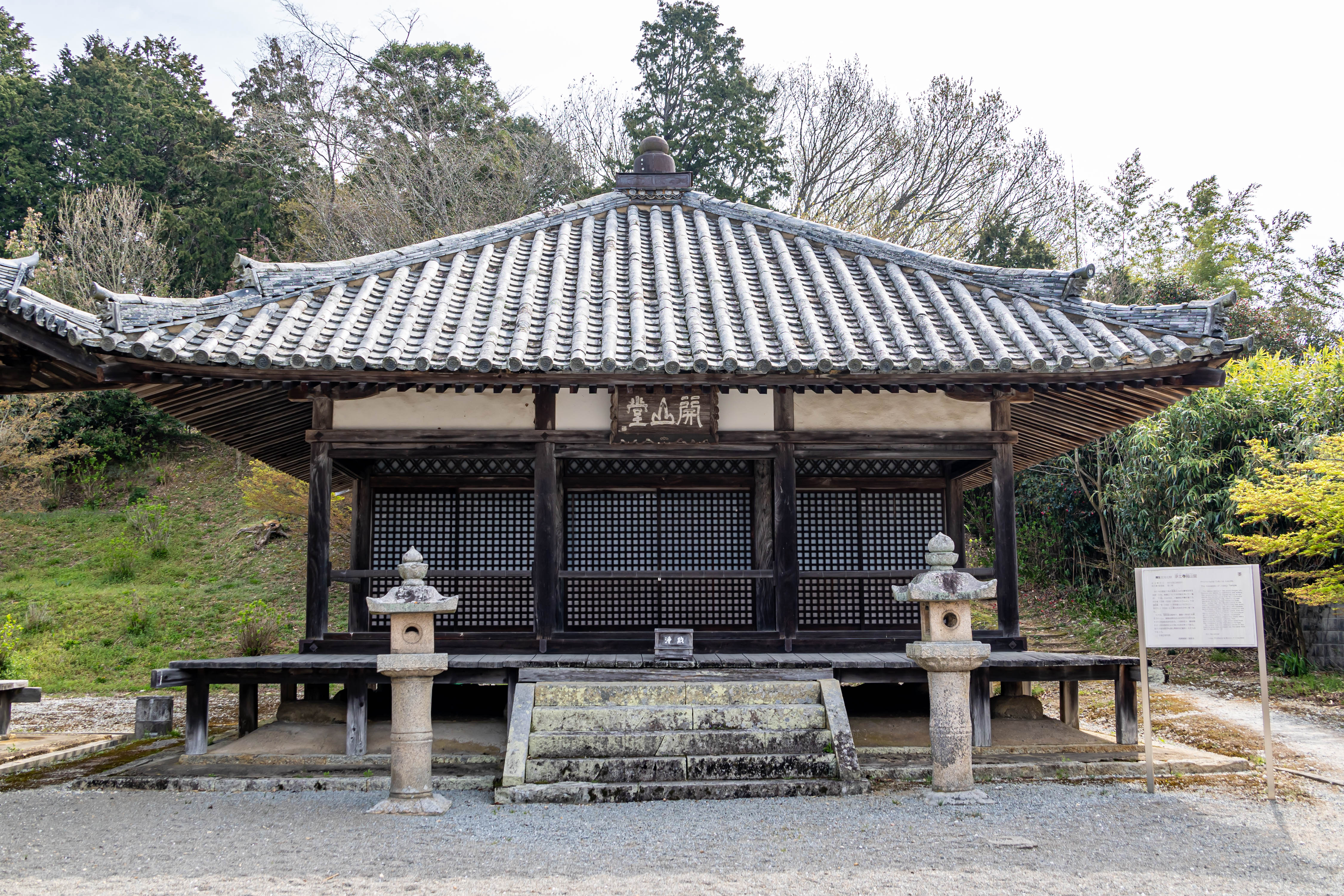
Kaizan-dō
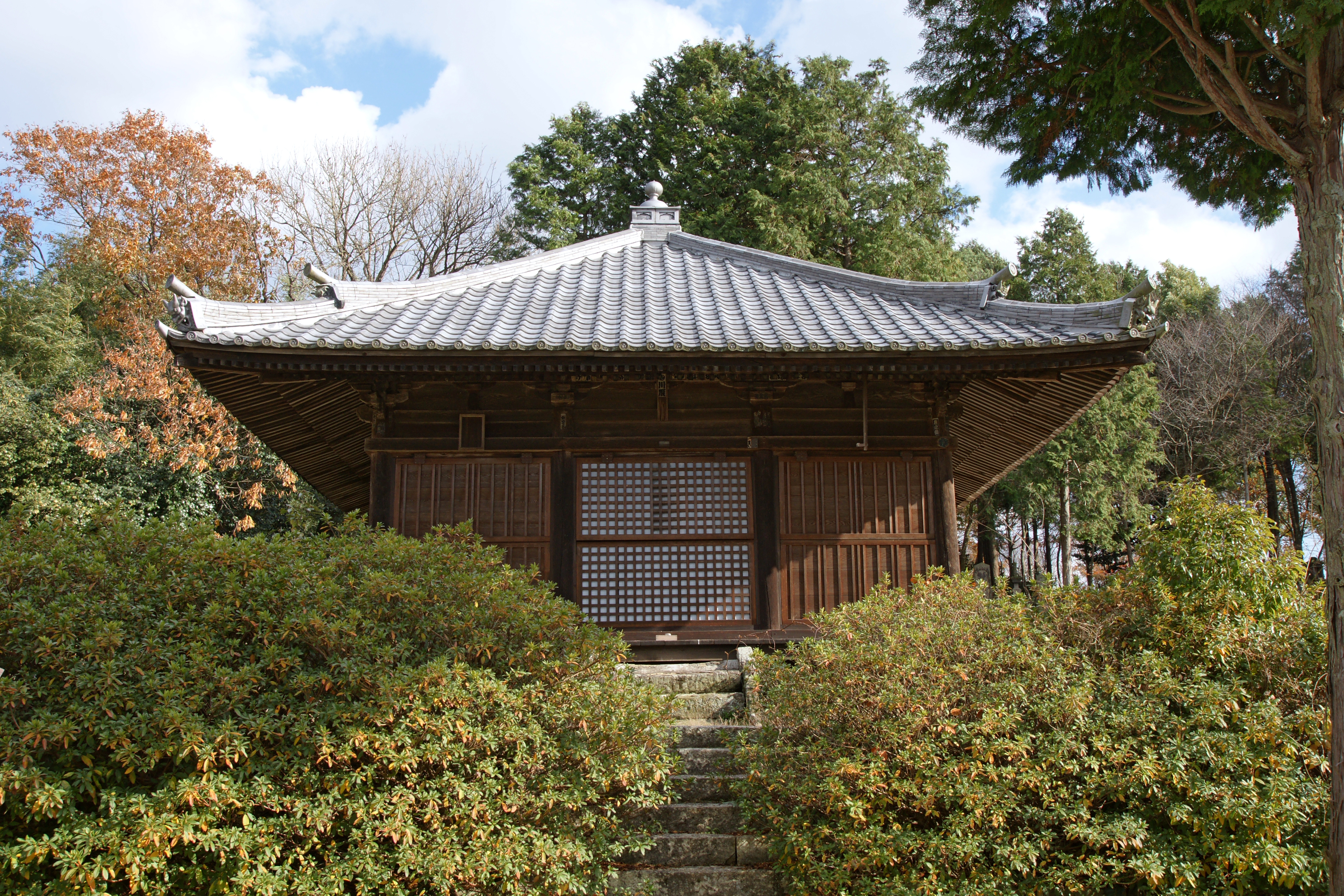
Fudoō
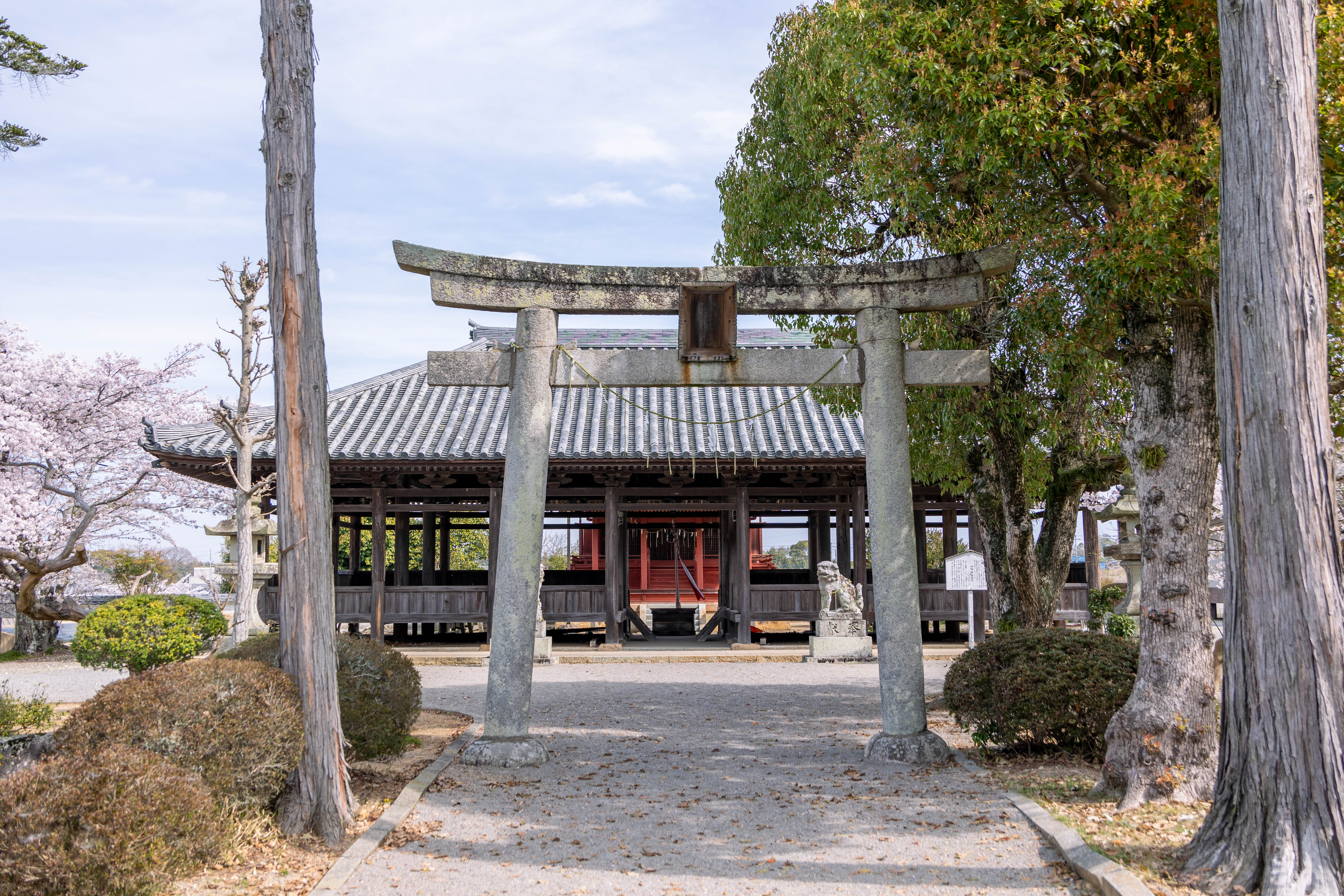
Hachiman-jinja Torii i Haiden